# عجهوم إفريقي
العجهوم الإفريقي أو أبو مقص الإفريقي (الاسم العلمي: Rynchops  flavirostris) هو نوع من الطيور. مثل باقي أنواع العجهوم، فهو ينتمي إلى الفصيلة النورسية.